# Bambusa variostriata
Bambusa variostriata är en gräsart som först beskrevs av Wan Tao Lin, och fick sitt nu gällande namn av Liang Chi Chia och Hok Lam Fung. Bambusa variostriata ingår i släktet Bambusa och familjen gräs. Inga underarter finns listade i Catalogue of Life.